# Schmarrn

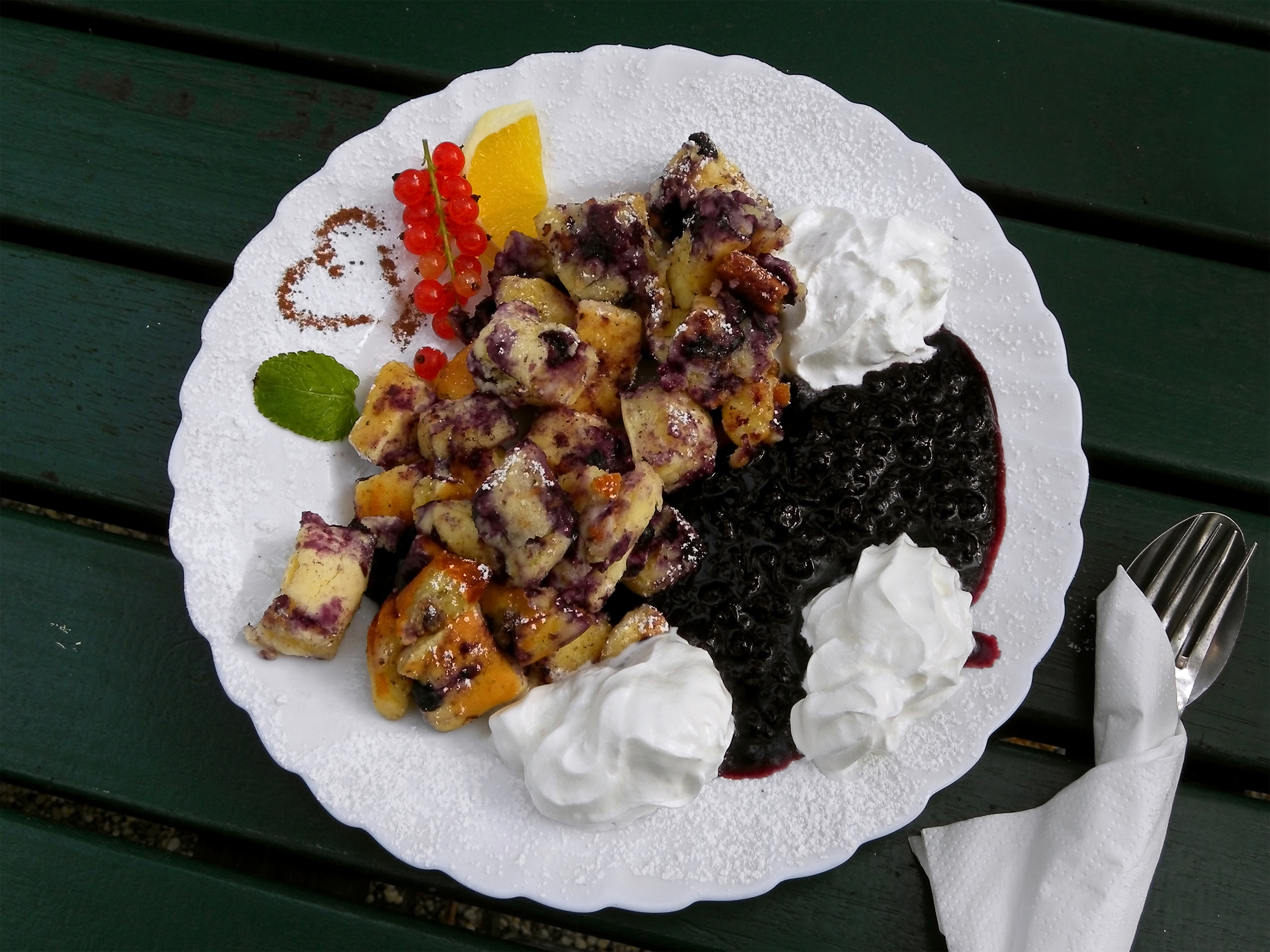
Heidelbeerschmarrn

Als Schmarrn oder Schmarren (seit dem 16. Jahrhundert oberdeutsch zu „Schmer, schmieren“), in der schwäbischen sowie in der badischen Küche auch Kratzete, werden einige Speisen der bayerischen und österreichischen Küche bezeichnet, in denen während der Zubereitung die Ausgangsmasse des Gerichts grob in kleine Stücke zerteilt und durchgemischt wird. 
Meist handelt es sich um süße Mehlspeisen. Bekannte Varianten sind der Kaiserschmarrn, bestehend aus zerteilten Pfannkuchen, der Semmelschmarrn, bestehend aus blättrig geschnittenen Semmeln, und der Grießschmarrn. Ein salziges Gericht, das auch als Beilage zu Fleisch serviert wird, ist hingegen der Kartoffelschmarrn.
Dem Kaiserschmarrn sehr ähnlich ist der schwäbische Eierhaber, der jedoch oft auch mit pikanten Beilagen gegessen wird.

## Übertragene Bedeutung
Im übertragenen Sinn wird das Wort „Schmarrn“ als Ausdruck der Geringschätzung im Sinne von „Unsinn“ verwendet. Im Fränkischen wird das Äußern von „Schmarrn“ als „Gschmarri“ bezeichnet.